# Josefsweiher
Der Josefsweiher ist ein künstliches Gewässer in der Gemeinde Wielenbach. Der Weiher ist zu Fuß oder mit dem Fahrrad von der in der Nähe liegenden Aloisiuskapelle aus zu erreichen.
Der Weiher ist auf der Uraufnahme nicht vorhanden und muss danach angelegt worden sein.